# Pseudopolygrammodes priscalis
Pseudopolygrammodes priscalis là một loài bướm đêm trong họ Crambidae.